# جوني ماك والترز
جوني ماك والترز (بالإنجليزية: Johnnie Mac Walters)‏ هو عسكري أمريكي، ولد في 20 ديسمبر 1919، وتوفي في 22 يونيو 2014.